# Dobry Niemiec (określenie)
Dobry Niemiec – ironiczne określenie (zwykle umieszczane w cudzysłowie, na przykład „Dobry Niemiec”), odnoszące się do obywateli Niemiec w czasie i po II wojnie światowej, którzy twierdzili, że nie popierali reżimu nazistowskiego, lecz milczeli i nie stawiali znaczącego oporu. Określenie to jest również używane w celu opisania tych Niemców, którzy twierdzili, że nie wiedzieli o Holokauście i niemieckich zbrodniach wojennych.

Irlandczyk Pól Ó Dochartaigh i Niemka Christiane Schönfeld we wstępie swojej książki Representing the „good German” in Literature and Culture After 1945: Altruism and Moral Ambiguity (2013), zredagowali tom poświęcony różnym kulturowym reprezentacjom „dobrego Niemca” i państwa: 

Po podziale Niemiec w 1949 roku znalezienie „dobrych Niemców”, których dokonania pomogły zalegalizować każde z nowych państw niemieckich, stało się kluczowym aspektem budowy nowego narodu w Niemczech i propagandowej walki w tym zakresie pomiędzy dwoma państwami niemieckimi.